# Olympische Sommerspiele 1896/Leichtathletik – 110 m Hürden (Männer)
Der 110-Meter-Hürdenlauf der Männer bei den Olympischen Spielen 1896 wurde am 7. und am 10. April 1896 im Panathinaiko-Stadion in Athen ausgetragen.
Einige Quellen, darunter der offizielle Bericht, geben die Streckenlänge mit 100 Metern an, andere Quellen halten dies für einen Fehler. Angesichts der gelaufenen Zeit ist die längere Strecke allerdings wahrscheinlich. Sports-Reference konstatiert "...there is little doubt that the race was contested over the standard distance of 110 metres."
Es mussten acht Hürden, die jeweils 1,00 Meter hoch waren, überquert werden. Eine ausgefeilte Hürdentechnik hatten die Teilnehmer damals noch nicht. Die Hürden wurden eher übersprungen als überlaufen.
Neben Weltrekordler Stephen Chase (USA) fehlte auch der britische Mitfavorit Godfrey Shaw.

## Rekorde
Der inoffizielle Weltrekord wurde von Stephen Chase gehalten und in einem Rennen über 120 Yards aufgestellt.
| Weltrekord | 15 s | USA | Stephen Chase | 1895 |

Folgende olympischen Rekorde wurden während des Wettbewerbs aufgestellt:
| Olympischer Rekord | 18,4 s | Grantley Goulding ( GBR) | 07. April 1896, 1. Vorlauf |
| Olympischer Rekord | 18,0 s | Thomas Curtis ( USA)     | 07. April 1896, 2. Vorlauf |
| Olympischer Rekord | 17,6 s | Thomas Curtis ( USA)     | 10. April 1896, Finale     |

## Zeitplan

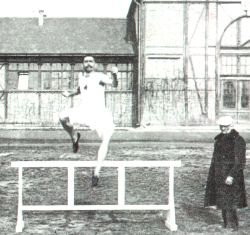
Alajos Szokolyi schied vermutlich in der Vorrunde aus, nachdem er im Dreisprung vier Tage zuvor Rang vier belegt hatte

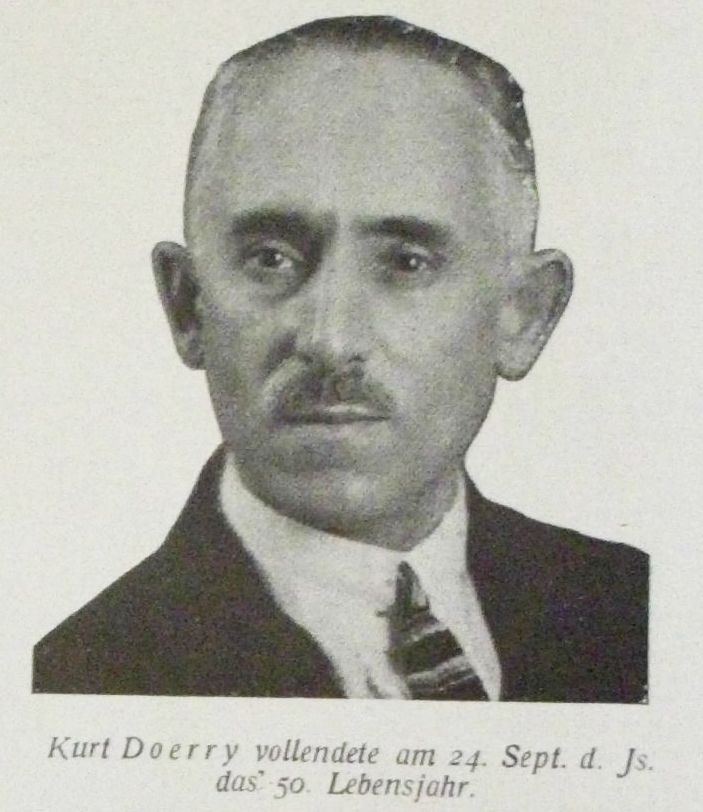
Kurt Doerry, hier im Jahr 1924, schied wie über 100 und 400 Meter im Vorlauf aus

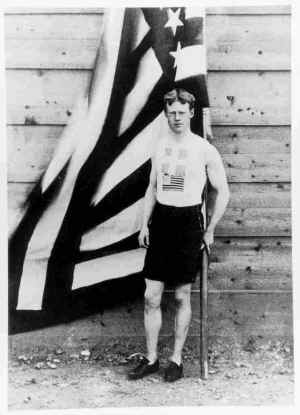
Thomas Curtis wurde eine Stunde nach seinem Verzicht auf die 100-Meter-Finalteilnahme Olympiasieger im Hürdensprint

## Ergebnisse

### Vorläufe
7. April 1896, 14:30 Uhr
Es wurden zwei Vorläufe ausgetragen, aus denen sich jeweils zwei Läufer – hellgrün unterlegt – für das Finale qualifizierten.
Vorlauf 1
| Platz | Name               | Land | Zeit      |    |
| ----- | ------------------ | ---- | --------- | -- |
| 1     | Grantley Goulding  | GBR  | 18,4 s    | OR |
| 2     | Frantz Reichel     | FRA  | unbekannt |    |
| 3     | Alajos Szokolyi    | HUN  | unbekannt |    |
| 4     | Anastasios Andreou | GRE  | unbekannt |    |

In der Darstellung bei Ekkehard zur Megede ist abweichend von dem hier aufgeführtem Resultat Alajos Szokolyi Zweiter, Frantz Reichel Dritter. Dort ist Szokolyi auch namentlich als einer der beiden Läufer benannt, die auf ihr Startrecht im Finale verzichten. Allerdings gibt der Autor keine Begründung für den Verzicht, womit die Version für Reichel auf Rang 2 eher wahrscheinlich ist.
Vorlauf 2
| Platz | Name                      | Land | Zeit      |    |
| ----- | ------------------------- | ---- | --------- | -- |
| 1     | Thomas Curtis             | USA  | 18,0 s    | OR |
| 2     | William Hoyt              | USA  | unbekannt |    |
| 3     | Kurt Doerry               | GER  | unbekannt |    |
| 4     | Athanasios Skaltsogiannis | GRE  | unbekannt |    |

Abweichend von diesem Ergebnis führen Volker Kluge und Ekkehard zur Megede auf Platz 3 des zweiten Laufes Fritz Hofmann. Wiederum andere Quellen benennen auf dem dritten Rang Carl Galle.

### Finale
10. April 1896, 15:30 Uhr
Zum Endlauf traten nur Curtis und Goulding an. Die Zweitplatzierten der Vorläufe nahmen ihr Startrecht wegen Terminüberschneidungen nicht wahr. Hoyt startete im gleichzeitig ausgetragenen Stabhochsprung, wo er die Goldmedaille gewann. Reichel betreute seinen Landsmann Albin Lermusiaux beim ebenfalls am gleichen Tage ausgetragenen Marathonlauf.
Im Finale führte Goulding, der als technisch besserer Hürdenläufer galt, bis zur letzten Hürde, ehe ihn Curtis dank größerer Endschnelligkeit noch überholte. So gewann Curtis nach seinem Verzicht über 100 Meter die angestrebte Goldmedaille.
Über den Abstand beider Läufer gibt es widersprüchliche Informationen. Sports-Reference spricht von fünf Zentimetern, während Kluge und zur Megede für Goulding eine Zeit von 18,0 s angeben, was einen deutlich größeren Rückstand impliziert.
| Platz | Name              | Land | Zeit       |    |
| ----- | ----------------- | ---- | ---------- | -- |
| 1     | Thomas Curtis     | USA  | 17,6 s000  | OR |
| 2     | Grantley Goulding | GBR  | 18,0 s (?) |    |
| –     | Frantz Reichel    | FRA  | DNS        |    |
| –     | William Hoyt      | USA  | DNS        |    |

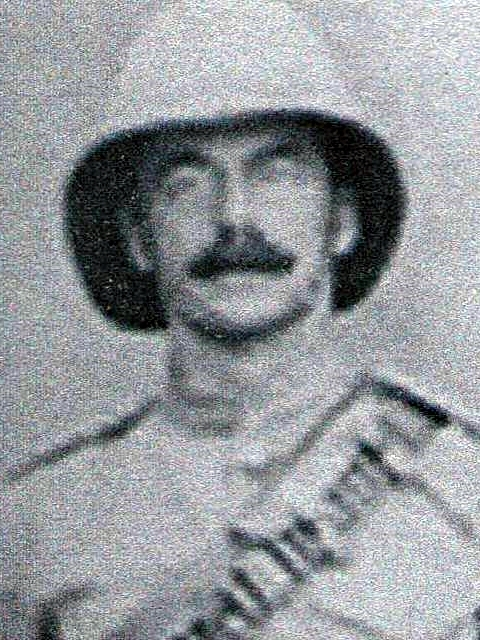
Der Olympiazweite Grantley Goulding
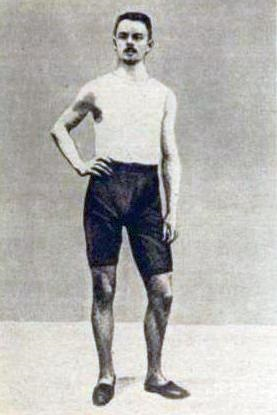
Frantz Reichel, auch ein erfolgreicher Rugby-Spieler und über 400 Meter vier Tage zuvor im Vorlauf ausgeschieden, trat zum Finale nicht an